# Určený přeživší

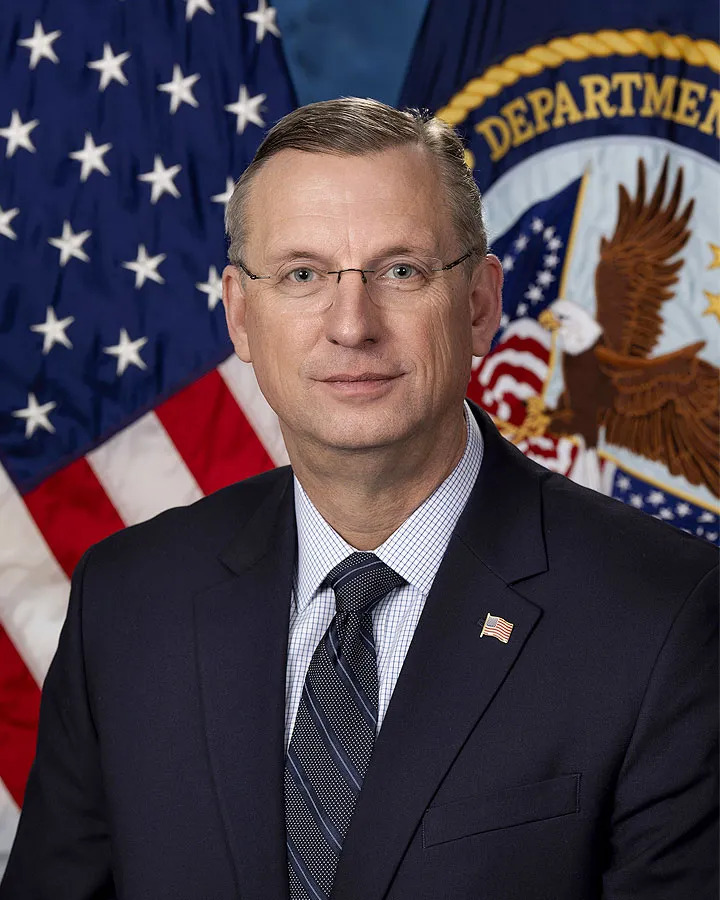
Doug Collins, ministr pro záležitosti veteránů ve druhé vládě Donalda Trumpa. Pro rok 2025 se stal určeným přeživším, když při prezidentově projevu na společné schůzi obou komor Kongresu v březnu 2025 odcestoval z Washingtonu, D.C. na neznámé místo

Určený přeživší (anglicky Designated survivor) je ve Spojených státech určená osoba v prezidentské linii nástupnictví, která setrvává na neznámém bezpečném místě v době významných události federálního významu, jako jsou zprávy o stavu Unie a prezidentské inaugurace. 

## Historie
Praxe jmenování takového nástupce má být pojistkou proti hypotetické dekapitaci vlády a zajistit kontinuitu v úřadu prezidenta v případě, že prezident společně s viceprezidentem a dalšími funkcionáři v prezidentské linii hromadně zemřou. Procedura vznikla v 50. letech 20. století během studené války s rizikem jaderného útoku. Pokud by k takové události došlo, stal by se prezidentem Spojených států přeživší funkcionář nejvyšší v řadě nástupnictví, jak je stanovená v zákoně o prezidentském nástupnictví z roku 1947. Jednotlivec jmenovaný jako určený přeživší musí být způsobilý nastoupit do prezidentské funkce, aby bylo zajištěno, že je schopen zajistit kontinuitu ve vládě. V praxi je za určeného přeživšího obvykle vybírán člen prezidentova kabinetu.

## V kultuře
V knize Čestný dluh (v anglickém originále Debt of Honor) od Toma Clancyho z roku 1994 se poradce pro národní bezpečnost Jack Ryan stává prezidentem poté, co do budovy Kapitolu narazí letadlo a zabije většinu představitelů vlády.
V televizním seriálu Prezident v pořadí (v anglickém originále Designated Survivor) vysílaným stanicí ABC od roku 2016 dochází během zprávy o stavu Unie k explozi, ve které umírá prezident a všichni členové kabinetu, kromě ministra pro místní rozvoj Toma Kirkmana.